# Nouvelle vie (Corée du Nord)
Pour les articles homonymes, voir Nouvelle vie.

Photographie anonyme de ce qui est considéré comme une famille idéale sous la « nouvelle vie », en 1959, dans un bâtiment résidentiel fraîchement construit dans la « capitale héroïque » qu'est Pyongyang,.

La nouvelle vie (saesarim ; sinsaenghwal) est une doctrine sociopolitique qui s'est développée en Corée du Nord après la fin de la guerre de Corée.

## Terminologie
Le sinsaenghwal s'inscrit dans une série terminologique, notamment ceux d'une vie heureuse (haengbokhan saenghwal) ou d'une révolution totale dans la vie (saenghwal hyŏngmyŏng). À noter que le terme saenghwal (en chosŏn'gŭl : 생활 et en hanja : 生活) est composé de deux sinogrammes et exprime davantage la vie en train d'être vécue, soit une façon de vivre au quotidien.

## Contexte
Dès la libération de la colonisation japonaise, en 1945, la nouvelle Corée du Nord soutient le besoin d'une révolution démocratique anti-impérialiste et anti-féodale. Le lendemain de la guerre de Corée voit une société profondément marquée par la guerre et les énormes pertes humaines qu'elle a entraînées, provoquant des bouleversements dans les structures familiales et sociales du pays. La classification socialiste traditionnelle se décline ainsi en parallèle à celle fondée sur les dégâts de la guerre. Tout comme dans d'autres parties du globe à ce moment, le noyau familial est utilisé par le Parti comme fondement pour la vision socio-économique du pays.

## Principes
La période après-guerre est sous-tendue par des questions liées au travail, à la vie familiale , la consommation et la place de l'individu dans les centres urbains reconstruits. C'est en quelque sorte l'ensemble des projets étatiques et la participation des hommes et des femmes dans les processus de changements socio-économiques. Comme le souligne l'étude d'Andre Schmid en 2024, le concept de « nouvelle vie » permet après la guerre d'appuyer « la transformation radical dans une grande partie de l'économie et de la vie idéologique de la Corée du Nord » mais également de « dépolitiser les deux catégories principales utilisé originellement par le Parti pour critiquer la société contemporaine : le genre et la classe ».